# Kleurling

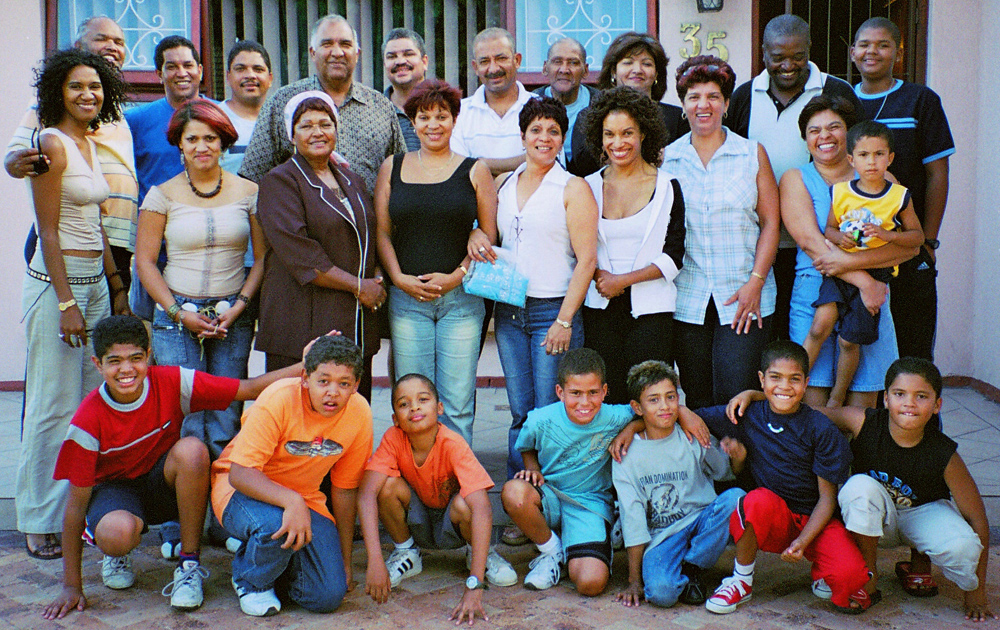
Kleurling-familie in Zuid-Afrika

Kleurling is een algemene aanduiding voor mensen met een getinte huidskleur, voornamelijk gebruikt voor de gemengde bevolking in Zuid-Afrika. Behalve in Zuid-Afrika wordt de term op het Amerikaanse continent gebruikt – in de Verenigde Staten colored person (gemengde of Afrikaanse afkomst), in Spaans Latijns-Amerika moreno/morena (gemengde afkomst) – voor personen van gemengde Afrikaanse en Europese afkomst. 

## Zuid-Afrika
De term kleurling is door de apartheid (1948-90) besmet geraakt en werd of wordt door veel mensen als beledigend ervaren. Onder deze term werden in het tijdperk van de apartheid groepen met een bruine huidskleur bij elkaar geveegd met een heel verschillende afkomst, zoals inheemse volkeren in het westen van Zuid-Afrika (de Khoi en de San), afstammelingen van Maleis-Portugese slaven en mensen van gemengde afkomst. De rassenindeling van de apartheid wordt door het Zuid-Afrikaanse bureau voor de statistiek nog steeds gehanteerd. In 2001 werd bij de volkstelling ook de keuzeoptie 'overig' toegevoegd (naast zwart, blank, Aziatisch en kleurling), maar deze optie werd door de bevolking dermate weinig gekozen dat dit niet in de statistieken is opgenomen.
Negen procent van de Zuid-Afrikaanse bevolking is kleurling. De meesten wonen in het westen van het land in de provincies Noord-Kaap en West-Kaap. Ze spreken overwegend een Afrikaans dialect.
Ook Namibië kent kleurlingengemeenschappen die overwegend Afrikaanse dialecten spreken. Rehobothbasters heet een bevolkingsgroep in Namibië.
De slavin Krotoa (ca. 1643 - Robbeneiland, 28 juli 1674), later bekend onder haar doopnaam Eva, wordt wel eens beschouwd als de moeder van de Zuid-Afrikaanse kleuringengemeenschap. Historisch zijn er ook de bijzondere verhalen van Saartjie van die Kaap en Saartjie Baartman. Bekende Kaapse kleurlingen zijn of waren onder andere Zackie Achmat, Patricia de Lille, Dulcie September, Adam Small, Simon van der Stel, Dennis Brutus, Lesley-Ann Brandt, Shannon Kook, Kandyse McClure, Jonathan Butler, Robbie Jansen, Trevor Jones, Wayde van Niekerk, Rivaldo Coetzee, Daylon Claasen, Steven Pienaar, Raven Klaasen en Devon Petersen.

### Schrijvers
In 1985 werd aan de Universiteit van Wes-Kaapland bij Kaapstad voor het eerst een symposium gewijd aan de literatuur van schrijvers uit de groep die als kleurling stond gecategoriseerd. Uit politieke overwegingen werd gekozen voor de term swart-afrikaanse skrywers, waarmee de nadruk werd gelegd op het verschil met de dominante groep van blanke Afrikaanse schrijvers. Inmiddels is de aandacht voor dit verschil tussen blanke en zwarte afkomst vrijwel verdwenen en ligt de nadruk veel meer op het gemeenschappelijke gebruik van het Afrikaans als literaire taal.

## Suriname

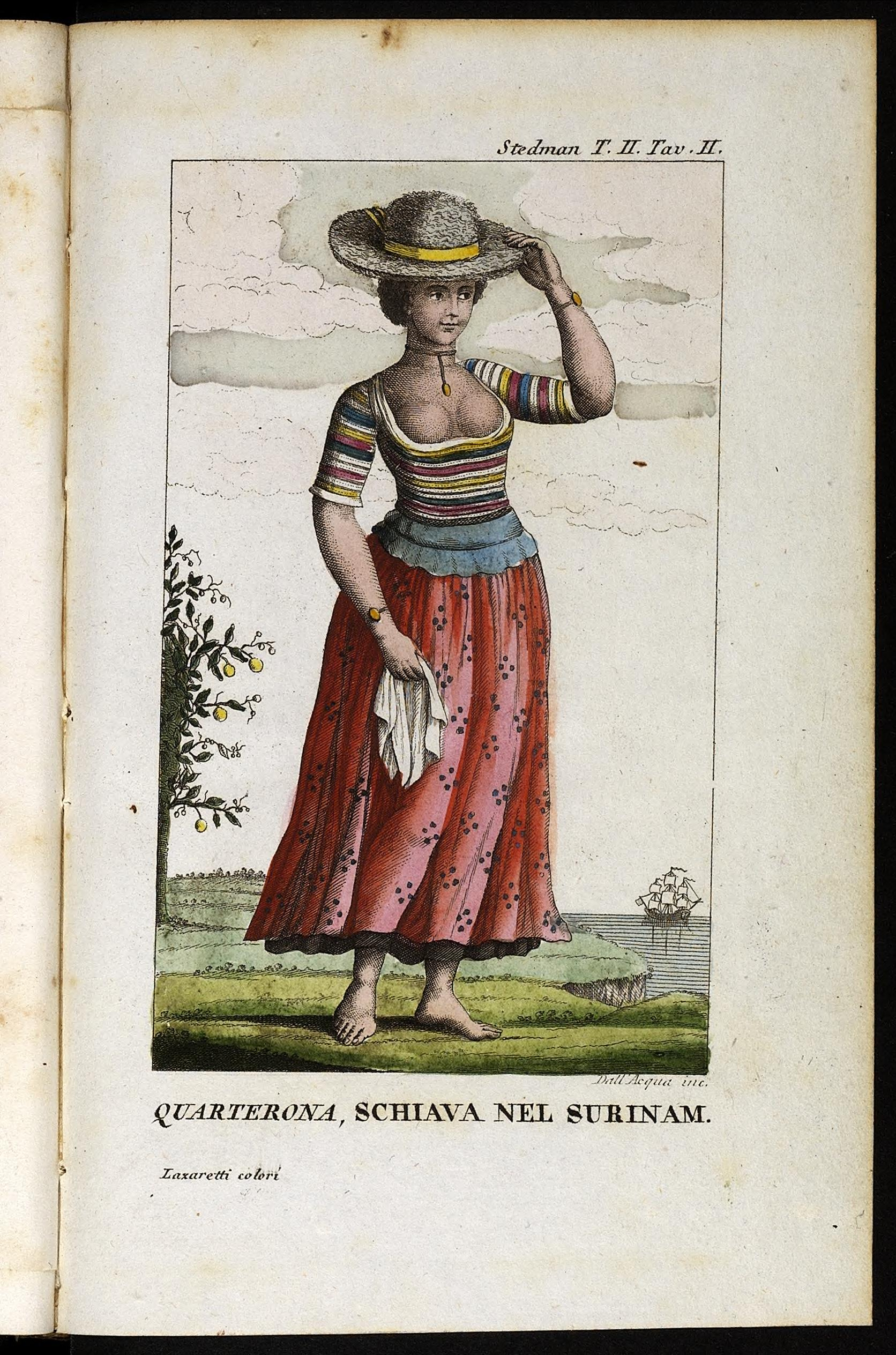
Slavin/quadroon in Suriname: ill. Cristoforo Dall'Acqua in Viaggio al Surinam (vertaling 1818 van J.G. Stedman (1796))

In Suriname golden tijdens de slavernij duidelijke benamingen voor de graad waarin iemand blank of negroïde was. Bij elkaar genomen vallen al deze kleurnuances onder de term kleurling.

### Indeling
- Karboeger (driekwartbloed), geboren uit een mulat en een zwarte
- Mulat (halfbloed), geboren uit een zwarte en een blanke
- Quadroon (kwartbloed), geboren uit een mulat en een blanke
- Octroon (achtstebloed), geboren uit een quadroon en een blanke

## Verenigde Staten
In de Verenigde Staten ontbrak het begrip kleurling of mulat; men was zwart of blank. Hierbij werd de one-drop rule gehanteerd: wie zelfs maar een enkele zwarte voorouder had (one drop of black blood) werd automatisch als zwart beschouwd. Aanvankelijk was deze regel niet te controleren bij lichtere kleurlingen, vooral wanneer zij verhuisden of wegliepen, en zij konden met hun Europees uiterlijk opgaan in de blanke meerderheid. Met de intrede van de Jim Crow-wetten in de zuidelijke staten (1880) in de periode volgend op de Reconstruction werd de one-drop rule in veel staten gecodificeerd, zij het dat er van 1/8, 1/16 of 1/32 zwart-bloedaandeel werd uitgegaan. Bovendien was dit met de verbetering van de burgerlijke administratie makkelijker te controleren. Hierdoor vielen ook alle personen van gemengde afkomst, ongeacht hoe Europees ze eruitzagen, onder de rassendiscriminatie, die pas met de opkomst van de emancipatie van zwarthuidige mensen in de jaren 1960 opgeheven werd. De term raakte in onbruik eind 20e eeuw en werd sindsdien grotendeels vervangen door 'people of color'.

## Duitsland
Na de Eerste Wereldoorlog kende de Duitse samenleving een kleine groep kleurlingen, bestaande uit nakomelingen van Duitse mannen en Afrikaanse vrouwen uit de koloniën en nakomelingen van Franse zwarte bezettingstroepen en Duitse vrouwen uit de tijd van de Rijnland- en Ruhrbezetting. Deze kleurlingen werden aangeduid als Rijnlandbastaarden en gediscrimineerd. Na het aan de macht komen van de NSDAP werd een aantal van hen gedwongen gesteriliseerd, uit angst voor wat werd gezien als verdere bezoedeling van het Duitse ras. Ze werden echter niet systematisch vervolgd, hoewel ze wel een achtergestelde plaats in de samenleving hadden en geen dienst mochten nemen in het leger. Met de val van de naziheerschappij kwam er ook een einde aan hun discriminatie. De "Rijnlandbastaarden" vormen een kleine groep vergeten slachtoffers van het nationaalsocialisme.